# نیکولا راواگلیا
نیکولا راواگلیا (انگلیسی: Nicola Ravaglia؛ زادهٔ ۱۲ دسامبر ۱۹۸۸) بازیکن فوتبال اهل ایتالیا است.
از باشگاه‌هایی که در آن بازی کرده‌است می‌توان به باشگاه فوتبال کوزنتسا کالچو، باشگاه فوتبال پارما، باشگاه فوتبال کرمونزه، باشگاه فوتبال چزنا، باشگاه فوتبال ویچنزا، و باشگاه فوتبال اسپال اشاره کرد.